# (38684) Velehrad
(38684) Velehrad est un astéroïde de la ceinture principale.

## Description
(38684) Velehrad est un astéroïde de la ceinture principale. Il fut découvert par Peter Kušnirák et Petr Pravec le 25 août 2000 à Ondrejov. Il présente une orbite caractérisée par un demi-grand axe de 3,96 UA, une excentricité de 0,197 et une inclinaison de 1,566° par rapport à l'écliptique.
Il fut nommé en référence à la ville de Velehrad, en République tchèque, où fut construit le premier monastère cistercien de Moravie.

## Compléments